# Premier League Malti 1945-1946
Il campionato era formato da sette squadre e la Valletta F.C. vinse il titolo.

## Classifica finale
| Pos. | Squadra                 | G  | V | N | P | GF | GS | Punti |
| ---- | ----------------------- | -- | - | - | - | -- | -- | ----- |
| 1    | Valletta F.C.           | 12 | 8 | 3 | 1 | 32 | 13 | 19    |
| 2    | Sliema Wanderers        | 12 | 8 | 1 | 3 | 39 | 15 | 17    |
| 3    | Floriana                | 12 | 6 | 4 | 2 | 31 | 9  | 16    |
| 4    | Hibernians F.C.         | 12 | 6 | 1 | 5 | 25 | 17 | 13    |
| 5    | Melita F.C.             | 12 | 3 | 2 | 7 | 20 | 25 | 8     |
| 6    | St. George's F.C.       | 12 | 2 | 3 | 7 | 17 | 41 | 7     |
| 7    | Msida Saint-Joseph F.C. | 12 | 1 | 2 | 9 | 17 | 61 | 4     |